# 西日本横断生放送スペシャル どうにもとまらない2013
西日本縦断生放送スペシャル どうにもとまらない2013（にしにほんじゅうだんなまほうそうスペシャルどうにもとまらないにせんじゅうさん）は、2013年1月1日14:30 - 17:45に生放送された正月特別番組。

## 概要
西日本の各局がタッグを組んで様々なことにチャレンジするということで行なわれた。ヘリ3台（大阪・広島・福岡の各都市の上空から）や岡山・広島・福岡と多元中継を結んだ。
合間にはスターダストレビューによる生歌や前日に行なわれたボクシングWBA世界ライトフライ級タイトルマッチで勝利した井岡一翔と同ミニマム級タイトルマッチで勝利した宮崎亮が生出演した。
出演者のうち、総合司会の東野と共同制作局のアナウンサー、長野博、広島から中継で参加したアンガールズなどを除きほとんどが『ちちんぷいぷい』の出演者で占めている。

## 放送局
- 毎日放送（MBS）
- 山陽放送（RSK）
- 中国放送（RCC）
- RKB毎日放送（RKB）

以上4局は共同制作で中継なども担当。番組の配信はMBSが担当。
- テレビ山口（tys）
- あいテレビ（ITV）
- 大分放送（OBS）

ネット受けした以上の3局も制作協力としてクレジット。

## 出演者

### MBSスタジオ
総合司会
- 東野幸治

アシスタント
- 西靖（MBSアナウンサー）
- 吉竹史（MBSアナウンサー）

ゲスト
- 桂ざこば
- なるみ
- ロザン
- まきちゃんぐ
- 高田課長
- 長野博（V6）

ほか